# Unión San Javier
Unión San Javier är en ort i Mexiko.   Den ligger i kommunen Salinas Victoria och delstaten Nuevo León, i den centrala delen av landet, 700 km norr om huvudstaden Mexico City. Unión San Javier ligger 442 meter över havet och antalet invånare är 416.
Terrängen runt Unión San Javier är huvudsakligen platt, men västerut är den kuperad. Terrängen runt Unión San Javier sluttar österut. Runt Unión San Javier är det ganska glesbefolkat, med 34 invånare per kvadratkilometer. Närmaste större samhälle är Fraccionamiento Real Palmas, 15,5 km sydost om Unión San Javier. Trakten runt Unión San Javier består i huvudsak av gräsmarker.